# 卡萨涅
卡萨涅（法語：Cassagne，法語發音：[kasaɲ]）是法国上加龙省的一个市镇，属于圣戈当区。

## 地理
卡萨涅（43°7'24"N, 0°59'19"E）面积10.97 平方千米，位于法国奧克西塔尼大區上加龙省，该省份为法国西南部内陆省份，西南端与西班牙接壤，自此顺时针与上比利牛斯省、热尔省、塔恩-加龙省、塔恩省、奥德省和阿列日省接壤。
与卡萨涅接壤的市镇（或旧市镇、城区）包括：贝查特、科曼日地区贝尔贝兹、马尔苏拉、萨拉特河畔马泽尔、加龙河畔罗克福尔、萨利斯迪萨拉特、埃斯库利。
卡萨涅的时区为UTC+01:00、UTC+02:00（夏令时）。

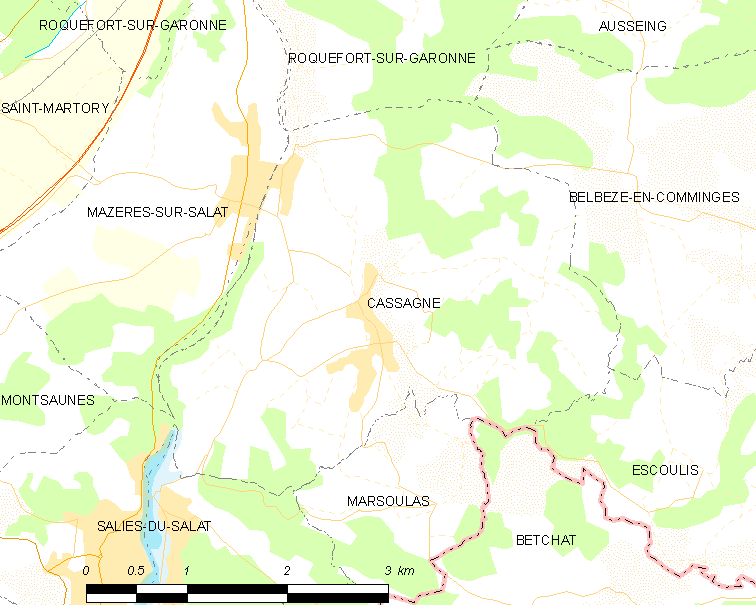
卡萨涅的OSM定位图

## 行政
卡萨涅的邮政编码为31260，INSEE市镇编码为31110。

## 政治
卡萨涅所属的省级选区为巴涅尔德吕雄县。

## 人口

1962-2008年间卡萨涅人口变化图示

卡萨涅于2022年1月1日时的人口数量为644人。